# Момичетата Гилмор
„Момичетата Гилмор“ (на английски: Gilmore Girls) е американски сериал, излъчван от 2000 до 2007 година.

## Сюжет
Конфликтът на Лорелай Гилмор (Лорън Греъм) с родителите ѝ е в основата на историята. Сблъсъкът ѝ с опитващите се да я контролират Емили (Кели Бишъп) и Ричард (Едуард Херман) достига своя пиков момент, когато тя ражда Рори (Алексис Бледел) на 16-годишна възраст. Това слага край на амбициите им тя да влезе в елитен колеж. Освен това за ужас на родителите си Лорелай отказва да се омъжи за бащата на детето – Кристофър Хейдън (Дейвид Сътклиф), и вместо това се изнася в малкото градче Старс Холоу. Там се запознава с Мия, собственичка на пансиона „Независимост“, която ѝ дава работа като камериерка и се държи като втора майка за Лорелай и Рори. Постепенно Лорелай става управителка на пансиона (каквато е позицията ѝ в началото на сериала). Тя постоянно се опитва да минимализира контакта на родителите ѝ с Рори, докато (в пилотния епизод) не е принудена да се свърже с тях, за да финансират влизането на Рори в частното училище „Чилтън“. В замяна на паричната подкрепа родителите ѝ създават нова седмична традиция - всеки петък Рори и Лорелай трябва да вечерят при тях. Тези посещения заздравяват връзката помежду им.
Сериалът проследява тяхната история, концентрирайки се върху теми като семейството, приятелството, различията между поколенията и социалните класи. „Момичетата Гилмор“ се характеризира с бързия си остроумен диалог с чести вметки от поп културата и политиката.

## Продължение
През октомври 2015 г. става ясно, че Нетфликс и Уорнър Брос са сключили сделка да подновят сериала за четири нови епизода по 90 минути. На 29 януари 2016 г. е потвърдено, че „Момичетата Гилмор“ ще се завърне под формата на минисериал, озаглавен „Момичетата Гилмор: Една година от живота“ и епизодите ще бъдат пуснати на 25 ноември 2016 г. Всеки епизод ще покрива по един сезон, съответно зима, пролет, лято и есен.

## „Момичетата Гилмор“ в България
В България сериалът започва излъчване по Канал 1 в края на април 2007 г., всеки делничен ден от 18:55. На 5 март 2008 г. започва втори сезон, всеки делник от 19:00. Трети сезон започва 23 февруари 2009 г., всеки делник от 19:00. На 13 април 2010 започва четвърти сезон, всеки делничен ден от 19:00 и завършва на 17 май. На 22 декември 2010 г. започва пети сезон от понеделник до четвъртък от 23:30. Излъчени са всички сезони.
На 5 ноември 2010 г. започва по Халмарк Ченъл, всеки делник от 20:00 със субтитри на български.